# Đại suy thoái

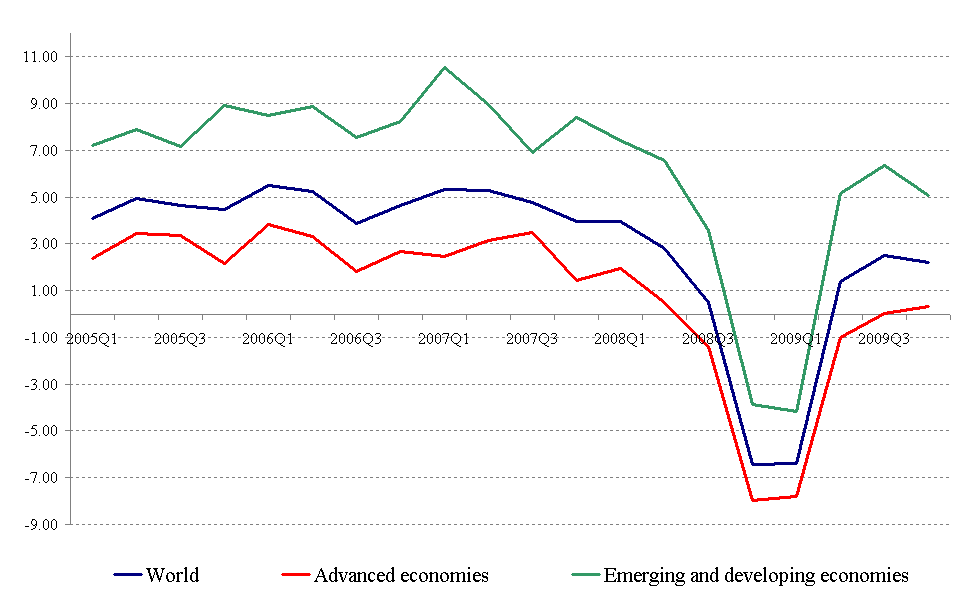
Tốc độ tăng trưởng GDP hàng quý của thế giới (đường màu lam), của khu vực các nước phát triển (đường màu đỏ) và khu vực các nước đang phát triển (đường màu rêu) thời kỳ 2005-2009.

Đại suy thoái (tiếng Anh: Great Recession) hay cuộc suy thoái toàn cầu 2009 là cuộc suy thoái kinh tế và suy giảm tốc độ tăng trưởng kinh tế diễn ra đồng thời ở nhiều nước, nhiều khu vực trên thế giới, có nguồn gốc từ suy thoái kinh tế Hoa Kỳ cuối thập niên 2000 và khủng hoảng tài chính 2007-2010. Mức độ và quy mô của đợt suy thoái này lớn đến mức nhiều người gọi nó Đại Suy thoái. (hay đôi khi còn gọi là Tiểu Khủng hoảng, Suy thoái dài, hoặc Suy thoái toàn cầu 2009) Thậm chí có người gọi nó là Đại Khủng hoảng thứ hai mặc dù các học giả kinh tế không nghĩ như vậy.

## Khái quát
Bong bóng bất động sản của Hoa Kỳ bị vỡ dẫn tới khủng hoảng tín dụng nhà ở thứ cấp rồi phát triển thành một cuộc khủng hoảng tài chính mà hậu quả là tình trạng đói tín dụng ảnh hưởng tới khu vực kinh tế thực. Vỡ bong bóng nhà ở cũng dẫn tới suy giảm tiêu dùng cá nhân ở Hoa Kỳ. Sự bất trắc trong đời sống kinh tế và kinh doanh càng làm cho tiêu dùng và sản xuất bị hạn chế. Ba nhân tố này gây ra suy thoái kinh tế ở Hoa Kỳ từ năm 2008. Nhiều nước trên thế giới có các tổ chức tài chính đã tham gia vào thị trường tín dụng nhà ở thứ cấp ở Hoa Kỳ. Khi các tổ chức tài chính này bị thua lỗ, tình trạng rối loạn tài chính, thậm chí là khủng hoảng tài chính đã xảy ra ở nhiều nước khiến cho các nước này rơi vào suy thoái kinh tế hoặc suy giảm tốc độ tăng trưởng. Do Hoa Kỳ, châu Âu và Nhật Bản là những thị trường xuất khẩu quan trọng của nhiều nước đang phát triển (nhất là khu vực Đông Á) nên suy thoái và suy giảm tăng trưởng kinh tế từ thế giới phát triển đã làm giảm xuất khẩu của các nước đang phát triển. Đồng thời, vì các nước phát triển là nguồn cung cấp các khoản vay ngân hàng, các khoản vốn đầu tư trực tiếp và gián tiếp cho các nước đang phát triển, nên khi các nước phát triển dừng cho vay, dừng giải ngân hay rút vốn về, nhiều nền kinh tế đang phát triển đã bị tác động tiêu cực nghiêm trọng. Giảm sản xuất trên quy mô toàn cầu dẫn tới giảm lượng cầu về năng lượng và nguyên liệu, khiến cho các nước xuất khẩu dầu và nguyên liệu bị giảm đáng kể nguồn thu từ xuất khẩu các yếu tố này. Vì thế, suy thoái và suy giảm tốc độ tăng trưởng kinh tế lan sang cả các nước xuất khẩu dầu mỏ ở Trung Đông, Nam Mỹ, Trung Á và Nga vốn được lợi suốt một thời gian khá dài từ giá dầu tăng.
Để ngăn chặn suy giảm tăng trưởng, khôi phục kinh tế, hầu hết các nước bị tác động đã áp dụng tích cực chính sách kích thích kinh tế, đặc biệt là kích cầu, khiến cho có nhiều quan điểm khẳng định sự trở lại của chủ nghĩa Keynes. Sự hợp tác quốc tế thông qua diễn đàn G20 đã làm tăng vị thế của các nước đang phát triển, nhất là của Trung Quốc.
Đến giữa năm 2009, dấu hiệu phục hồi kinh tế đã bắt đầu thấy ở các nước bị tác động.

## Các khu vực

### Các nước phát triển
Các nước phát triển nói chung bắt đầu suy giảm tốc độ tăng trưởng từ quý III năm 2007 và GDP bắt đầu giảm từ quý III năm 2008. Quý IV năm 2008 ghi nhận mức thu hẹp GDP của các nước phát triển nói chung lên đến 7,97%.
Hoa Kỳ là trung tâm của suy thoái kinh tế toàn cầu mặc dù không phải là nước suy thoái nghiêm trọng nhất. Theo cách xác định suy thoái kinh tế của NBER, kinh tế Hoa Kỳ rơi vào suy thoái từ tháng 12 năm 2007. Còn theo cách xác định suy thoái tức là 2 quý liên tục có GDP giảm thì kinh tế Hoa Kỳ rơi vào suy thoái bắt đầu từ quý III năm 2008 với mức giảm lớn kỷ lục kể từ sau Chiến tranh thế giới thứ hai. Quỹ Tiền tệ Quốc tế ước lượng rằng nền kinh tế Hoa Kỳ năm 2009 thu hẹp 2,6%. Tỷ lệ thất nghiệp ở Hoa Kỳ đã tăng từ mức 4,9% vào tháng 12 năm 2007 lên 9,5% vào tháng 6 năm 2009. Nhiều ngành kinh tế của Hoa Kỳ thu hẹp sản xuất. Ngành chế tạo ô tô bị khủng hoảng nghiêm trọng đến mức Big Three phải bán đi một số thương hiệu và chi nhánh của mình. GM và Chrysler phải chịu phá sản và chấp nhận tái cơ cấu dưới sự giám sát của Chính phủ.
Trong các nước phát triển, Đức và Nhật Bản là những nước mà GDP giảm mạnh nhất. Cả hai đều là những nền kinh tế hướng vào xuất khẩu và bị tác động tiêu cực nghiêm trọng. Nhiều thể chế tài chính của Đức tham gia vào thị trường tín dụng thứ cấp ở Hoa Kỳ khiến cho khu vực tài chính của Đức bị rối loạn. Tuy khu vực tài chính của Nhật Bản vẫn vững vàng, nhưng việc có nhiều công ty Hoa Kỳ phát hành trái phiếu tại thị trường chứng khoán Tokyo đã khiến cho thị trường chứng khoán của Nhật Bản bị chao đảo và ảnh hưởng tới khả năng huy động vốn của các công ty Nhật Bản. Hậu quả là cả hai nước đều lâm vào suy thoái từ quý II năm 2008. Năm 2009, GDP của Đức giảm 6,2%; và dự báo sẽ còn giảm trong năm 2010. Còn GDP của Nhật Bản năm 2009 cũng giảm tới 6%. Thống kê cho thấy Nhật Bản đã bị giảm kim ngạch xuất khẩu và giảm sản lượng sản xuất ở mức kỷ lục. Những nước phát triển lớn khác bị giảm GDP là Anh, Canada, Pháp, Tây Ban Nha, Ý. Cả khu vực đồng euro nói chung giảm 4,8% trong năm 2009 và dự báo sẽ còn giảm 0,3% trong năm 2010.
Trong các nước OECD, chỉ có Hy Lạp, Hàn Quốc, Ba Lan, Slovaky là không bị rơi vào suy thoái kinh tế (theo cách xác định suy thoái là hai quý liên tục tăng trưởng dưới 0), song vẫn bị suy giảm tốc độ tăng trưởng.
Các nước công nghiệp hóa mới châu Á đều là những nền kinh tế theo định hướng xuất khẩu. Suy giảm tăng trưởng kinh tế thế giới đã làm GDP của các nước này đang từ chỗ tăng tới 5,1% trong năm 2005 giảm xuống chỉ còn tăng 1,5% trong năm 2008 và dự kiến sẽ giảm 5,2% trong năm 2009. Các nước và lãnh thổ lâm vào suy thoái là Hồng Kông và Singapore (từ quý IV năm 2008).

### BRIC
Ấn Độ, Brasil và Trung Quốc bị suy giảm tốc độ tăng trưởng trong năm 2008 nhưng đã nhanh chóng trở lại tăng trưởng nhanh trong năm 2009. Nga bị khủng hoảng tài chính trong năm 2008 với giá chứng khoán sụt giảm mạnh, đồng rúp mất giá, một số ngân hàng bị đổ vỡ. Nguyên nhân khủng hoảng tài chính ở Nga là do những bất an từ phía các nhà đầu tư liên quan đến căng thẳng chính trị-quân sự Nga-Georgia, liên quan đến việc giá dầu thế giới giảm mạnh, sự chỉ trích của Thủ tướng Putin đối với tập đoàn Mechel. Kinh tế Nga lâm vào suy thoái từ đầu năm 2009.
Kết quả tăng trưởng kinh tế được xem là tốt so với các nước phát triển đã giúp cho BRIC có tiếng nói hơn trong G-20. Các nước này đều cố gắng đàm phán để tăng tỷ lệ phiếu bầu của mình ở Quỹ Tiền tệ Quốc tế.

### Các nước đang phát triển khác
Trong các nước đang phát triển, những nước thuộc SNG bị tác động nghiêm trọng. Các nước này bị đồng thời nhiều cú sốc: những rối loạn tài chính khiến cho các nước này trở nên khó tiếp cận các nguồn tài chính nước ngoài (các nước này vốn đi vay nước ngoài nhiều để đầu tư phát triển kinh tế trong nước), nhu cầu đối với hàng xuất khẩu của họ giảm do kinh tế các nước và các khu vực trên thế giới xấu đi, giá nguyên liệu-năng lượng giảm, kiều hối giảm do thu nhập của người lao động xuất khẩu của các nước này giảm. Các nước Belarus, Ukraine, Armenia đã phải xin IMF giúp đỡ tài chính. Thống kê của IMF cho thấy GDP của Ukraine năm 2009 giảm tới 8% và của Armenia giảm tới 5%. Các nước SNG khác có GDP giảm là Kazakhstan, Belarus và Mondova. Các nước còn lại tuy vẫn tăng được GDP nhưng với tốc độ không cao bằng thời gian trước.
Các nước đang phát triển châu Á hầu hết đều bị giảm tốc độ tăng trưởng, thậm chí có nước còn tăng trưởng âm. Các nước Bangladesh, Indonesia, Pakistan, Việt Nam vốn có mức tăng trưởng trên dưới 6% trong các năm 2007 và 2008, sang năm 2009 chỉ còn tăng trưởng trên dưới 3%. Các nước Malaysia và Thái Lan tăng trưởng với tốc độ -3,0% và -3,5% trong năm 2009.
Các nền kinh tế Mỹ Latinh vốn có độ mở cao và phụ thuộc vào vốn nước ngoài và xuất khẩu nguyên liệu-năng lượng. Vì thế, các nước trong khu vực này bị suy giảm tốc độ tăng trưởng kinh tế ở mức độ khác lớn. Mexico bị suy giảm nhiều nhất do nền kinh tế này gắn kết chặt chẽ với kinh tế Hoa Kỳ. GDP của Mexico giảm tới 3,7% trong năm 2009. Những nước lớn khác có GDP giảm là Argentina, Ecuador và Venezuela.
Tất cả các nước ở Trung Đông đều bị suy giảm kinh tế. Những nước Trung Đông xuất khẩu nhiều dầu lửa là Ả Rập Saudi, UAE và Kuwait còn bị giảm GDP. Kinh tế Israel cũng bị giảm 1,7% trong năm 2009. Nền kinh tế này vốn phụ thuộc khá cao vào xuất khẩu trong khi kinh tế toàn cầu lại rơi vào suy thoái và suy giảm tăng trưởng.
Kinh tế các nước châu Phi gặp khó khăn chủ yếu do xuất khẩu của họ bị giảm (do lượng cầu thế giới giảm và do giá nguyên liệu-năng lượng giảm) và kiều hối bị giảm. Các nước Ghana, Kenya, Nigeria, Nam Phi và Tunisia bị giảm nguồn vốn nước ngoài (FDI và đầu tư gián tiếp). Angola, Guinea Xích đạo và Nigeria bị tác động mạnh bởi lượng dầu xuất khẩu và giá dầu giảm. Tuy nhiên, kinh tế Côte d'Ivoire và Kenya không những không bị suy giảm mà lại còn tăng tốc.